# Terápia (album)
A Terápia a Moby Dick együttes 2019 áprilisában megjelent tizenegyedik stúdióalbuma. Az album a Mahasz Top 40-es lemezeladési listáján a 2. helyig jutott. A lemez felvételei után távozott a zenekarból Budai Béla dobos. Az albumra került összes dalt a Schmiedl-Mentes szerzőpáros írta, ami utoljára az 1992-es Körhinta albumra volt igaz. A megjelenés napján a Barba Negra klubban tartott lemezbemutató koncertet a Moby Dick.
Ez volt az egyetlen album Király Zoltán dobossal, és az utolsó amelyen a két alapító gitáros (Schmiedl Tamás, Mentes Norbert) együtt játszott.
A Terápia albumot nem csak CD-n, hanem hanglemezen (LP) is megjelentette a Hammer Records. Az album limitált kiadása tartalmazza a 2018. áprilisi "Mentes 50 / Körhinta 25" jubileumi koncert videófelvételét DVD-n.

## Az album dalai
1. Valóság
2. Program
3. Okos világ
4. Terápia
5. Minden egy
6. Meghalni se érsz rá
7. Nem az vagyok
8. Alkonyzóna
9. Küldhetnél egy jelet
10. Biorobot
11. Egyedül
12. Hazudni nem nehéz
13. Predator
14. Zárszó

## Közreműködők
- Schmiedl Tamás – gitár, ének
- Mentes Norbert – gitár, szólógitár
- Gőbl Gábor – basszusgitár
- Budai Béla – dobok